# Jesús Rodríguez
Jesús Eugenio Rodríguez Garzon (ur. 30 czerwca 1967 w Santiago de Cuba) – kubański zapaśnik w stylu wolnym. Olimpijczyk z Barcelony 1992, gdzie zajął 11 miejsce w wadze do 68 kg.
Trzykrotny medalista Mistrzostw Świata z 1990, 1994 i 1995 roku. Brązowy medalista Igrzysk Panamerykańskich w 1995 roku. Wygrał Mistrzostwa Panamerykańskie w 1989 roku. Triumfator Igrzysk Ameryki Środkowej i Karaibów w 1990 i 1993 roku. Mistrz Ameryki Centralnej z 1990 roku. Trzeci w Pucharze Świata w 1991; czwarty w 1989 roku.